# Monica (chanteuse)
 (décembre 2019).
Pour les articles homonymes, voir Monica et Arnold.

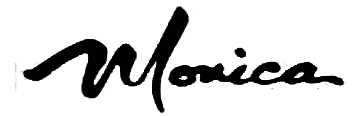

Monica Denise Arnold de son vrai nom est une chanteuse de R&B américaine née le 24 octobre 1980 à Atlanta en Georgie. Elle est surtout connue en France pour avoir chanté en duo avec Brandy le tube R&B de 1998 The Boy Is Mine.

## Biographie
C'est en 1991, alors âgée de seulement 11 ans que Monica est repérée par le producteur Dallas Austin qui la signe sur son label indépendant Rowdy Records. Avec Dallas elle enregistrera pendant près de trois ans son premier album Miss Thang qui sort donc chez Rowdy Records en coentreprise avec Arista Records. Malgré le single Don't Take It Personal qui reçut un bon accueil de la critique l'album eu un succès mitigé mais finit par atteindre le statut de platine. Elle retourne en studio 3 ans plus tard toujours avec Austin mais son premier single, The First Night, est produit par Jermaine Dupri qui signe un véritable tube en utilisant le sample de Love Hangover de Diana Ross. Avec ce titre, Monica s'installe comme la nouvelle étoile montante du rnb américain. Elle deviendra même reconnu au niveau international grâce au tube planétaire The Boy Is Mine chanté en duo avec Brandy et produit par Rodney Jerkins. Après cette période faste la vie de Monica dégringole subitement. En effet son fiancé, le rappeur C-Murder, frère de Master P se fait condamner à vie pour avoir tiré sur un jeune adolescent. Pire encore en 2002, alors qu'elle annonce la sortie d'un nouvel album, son nouveau compagnon se suicide pour des raisons obscures. Elle retravaille son album initialement intitulé All Eyez On Me et le nomme After The Storm (après la tempête). Elle change la moitié du tracklisting d'origine et retire le premier single All Eyez On Me pas franchement convaincant au niveau des ventes. So Gone est le nouveau single et Missy Elliott remplace Jermaine Dupri et Dallas Austin  à la production exécutive. Entre-temps Monica est transférée de Arista (alors en pleine mutation) à J Records et son président Clive Davis qui l'a soutenue lors de son passage à vide.
Après cette période délicate c'est une toute nouvelle Monica  heureuse et épanouie avec son nouveau fiancé  et rappeur Rocko (cofondateur de Rowdy Records avec Dallas Austin) que l'on retrouve pour son 4e album The Makings of Me. C'est un album 100 % Atlanta qui nous est proposé avec le premier single Everytime Tha Beat Drop produit par Jermaine Dupri, producteur exécutif de l'album, et les Dem Franchize Boyz pour la partie rap. Bryan Michael Cox, Swizz Beatz et Missy Elliott sont aussi de la partie.
Elle est aujourd'hui marié au basketteur Shannon Brown qui apparaît notamment dans son clip vidéo "Love all over me".

## Un huitième album
En 2012, Arnold a commencé à travailler sur son huitième album studio. Pourtant, sans titre, Arnold a annoncé qu'elle allait faire équipe avec les producteurs Missy Elliott, Rico Love, Jim Jonsin, Stargate, Mike WiLL Made It, Miguel, Polow Da Don, et Styles rouges sur l'album.

## 2017–present: Chapter 38, le neuvième album à venir
En décembre 2018, Monica a lancé la ballade « Be Human » pour présenter la fondation Be Human, un organisme sans but lucratif fondé par elle-même. Le même mois, elle a projeté la musique de son neuvième album studio Chapitre 38 lors de la septième saison de la série de réalité VH1 T.I. & Tiny : The Family Hustle. En janvier 2019, elle sort "Commitment", le premier single de son propre label, Mondeenise Music.

## Vie personnelle
Monica a deux enfants avec le rappeur Rocko : Rocko Ramone Hill III (né en 2005) et Romelo Montez Hill (né 2008). Le 12 mai 2013, il a été annoncé qu'elle et son mari Shannon Brown attendaient leur premier enfant ensemble. Monica a confirmé à travers son compte Instagram qu'elle avait une fille.

## Discographie

### Albums
- 1995 : Miss Thang (Certifié 3 fois platine)
- 1998 : The Boy Is Mine (Certifié 3 fois platine)
- 2002 : All Eyez on Me
- 2003 : After the Storm (certifié gold)
- 2006 : The Makings of Me
- 2010 : Still Standing
- 2012 : New Life
- 2015 : Code Red

### Singles et collaborations
- Don't Take It Personal (1995)
- Like This and Like That (1995)
- before you walk out my life
- Ain't Nobody"feat naugthy by nature (1996) (sur la bande originale du film "nutty professor")
- For You I Will (1997) (sur la bande originale du film Space Jam)
- The First Night (1998)
- The Boy Is Mine (1998) (également sur l'album Never Say Never de Brandy)
- Angel of Mine (1999)
- I've Gotta Have It (feat. Jermaine Dupri & Nas (sur la bande originale du film Big Mamma))
- All Eyez On Me (2002)
- So Gone (feat. Missy Elliott) (2003)
- Knock Knock (2003)
- U Should've Known Better (2004)
- Everytime Tha Beat Drop (feat. Dem Franchize Boyz) (2006)
- A Dozen Roses (2006)
- Trust (feat Keyshia Cole) (2009)
- It All Belongs To Me (feat Brandy) (2012)
- Just Right For Me (feat Lil Wayne) (2015)
- Commitment (2019)
- Me + You (2019)

## Anecdotes
- Initialement le tube The Boy Is Mine devait figurer uniquement sur l'album de Brandy mais il a tellement bien marché que Monica l'a inséré dans son album auquel elle a donné le même titre. Ce que Brandy a très mal pris et cela a quelque peu altéré leur amitié par la suite.
- L'album All Eyez On Me produit par Jermaine Dupri à la base a été en très grande partie téléchargé et piraté sur le net bien avant sa sortie officielle. Elle a dû donc recomposer plusieurs autres titres avec cette fois l'aide de Missy Elliott qui deviendra le producteur exécutif de l'album renommé After The Storm.
- Lors de l'année 1999, elle interprète son propre rôle dans la série Beverly Hills 90210 à l'occasion d'un épisode de la saison 9.
- Le contrat qu'elle avait avec Arista Records avait été rompu en 2002 comme beaucoup d'autres à cette époque mais elle a pu bénéficier du soutien de Clive Davis, démissionnaire de chez Arista, qui l'embarqua avec lui sur son tout nouveau label J Records.
- On lui prête une relation avec le rappeur du G-Unit Young Buck entre 2003 et 2004.
- En 2024, elle apparait dans le clip "The Boy Is Mine" de la chanteuse Ariana Grande au cote de Brandy.